# Demóstenes
Demóstenes (em grego, Δημοσθένης, Dēmosthénēs; 384 a.C. – 322 a.C.) foi um preeminente orador e político grego de Atenas. Sua oratória constitui uma importante expressão da capacidade intelectual da Atenas antiga e providencia um olhar sobre a política e a cultura da Grécia antiga durante o século IV a.C. Demóstenes aprendeu retórica estudando os discursos dos grandes oradores antigos.
Lutou para evitar a supremacia macedónica e, por este motivo, atacou através dos seus discursos o rei Filipe II da Macedónia.

## Biografia
Aos sete anos de idade, Demóstenes perdeu o pai e teve sua herança roubada por seus tutores. Posteriormente, abriu processo para recuperar os bens roubados. Ganhou o processo, mas não recuperou todos os bens que lhe pertenciam. Com vinte e sete anos iniciou sua carreira de orador e logo conseguiu destaque.
Garoto ainda, Demóstenes assistiu a um julgamento no qual um orador chamado Calístrato teve um desempenho brilhante e, com sua verve, mudou um veredicto que parecia selado. Demóstenes invejou a glória de Calístrato ao ver a multidão escoltá-lo e felicitá-lo, mas ficou ainda mais impressionado com o poder da palavra, que parecia capaz de levar tudo de vencida. Assim, alimentou a esperança de se tornar um grande orador — sonho que parecia impossível devido à sua gagueira.
Conta-se que Demóstenes, à força de perseverança, ultrapassou o problema da gaguez declamando poemas enquanto corria na praia contra o vento e também, sendo esse o facto mais conhecido, forçando-se a falar com seixos na boca.
Após treinamento que demandou enorme esforço, Demóstenes venceu a gagueira e se tornou o maior orador da Grécia.
Sua vida como orador e político foi dedicada à defesa de Atenas que se via ameaçada por Filipe II da Macedônia. Contra o líder macedônio, Demóstenes escreveu inúmeros discursos que ficaram conhecidos como Filípicas. O objetivo era conclamar os cidadãos atenienses e arregimentar forças contra a Macedônia antes que fosse tarde demais.
Em 338 a.C., Demóstenes participou da batalha de Queroneia — na qual Atenas foi derrotada pela Macedônia e marcou o início do domínio de Filipe e depois de Alexandre, o Grande, sobre a Grécia.
Após 335 a.C., Demóstenes vê decair tanto sua reputação quanto influência. Chegou mesmo a ser condenado por ter se deixado comprar por um ministro de Alexandre e facilitar sua fuga de Atenas. Foi preso, mas conseguiu fugir, exilando-se de Atenas por longo período.
Após a morte de Alexandre, em 323 a.C., Demóstenes é chamado de volta e retoma suas atividades. Alia-se, então, à revolta contra Antípatro. Tendo falhado tal revolta, Antípatro exige a entrega dos chefes revoltosos. Demóstenes foge para o templo de Poseidon na ilha grega de Calauria. Quando percebe que está cercado pelos soldados de Antípatro, suicida-se com veneno.

## Obras
Além de algumas cartas, cerca de 60 discursos são atribuídos a Demóstenes. Dentre esses, os mais conhecidos são:
- Filípicas (três ao todo), de 351, 344, 341 a.C.;
- A favor dos ródios, de 351 a.C.;
- A favor de Fórmion, de 350 a.C.;
- Olínticas, de 349 a.C.;
- Contra Mídias, de 347 a.C.;
- Sobre a Embaixada, de 343 a.C.;
- Sobre as questões da Quersoneso, de 341 a.C.;
- Oração da coroa, de 330 a.C..